# Liste von Kunstwerken im öffentlichen Raum in Flüelen
Dies ist eine Liste von Kunstwerken im öffentlichen Raum in Flüelen. Sie enthält öffentlich zugängliche Objekte in Flüelen (Kanton Uri, Schweiz).
| Foto                       |                 | Objekt                                                 |                         | Typ                                  |  |         | Teil von              | Standort           | Künstler         | Datierung | Beschreibung |
| -------------------------- | --------------- | ------------------------------------------------------ | ----------------------- | ------------------------------------ |  | ------- | --------------------- | ------------------ | ---------------- | --------- | --- |
| Schwurhände                | Datei hochladen | Schwurhände • Rütlischwur                              | Wikidata zu Schwurhände | Skulptur Eisen                       |  |         | Schiffstation Flüelen | Bahnhofstrasse 2 · | Werner Witschi   | 1963/1964 | Geschaffen für die Expo 64 in Lausanne, installiert hier 1965. Eine weitere Ausführung findet sich in Vidy. Grösse: 11 m                                                                                         |
| Emil Huber-Stockar Denkmal | Datei hochladen | Emil Huber-Stockar Denkmal                             | KGS                     | Denkmal, Obelisk Collombey-Alpenkalk |  | Denkmal | Bahnhof Flüelen       | Bahnhofstrasse 1 · | Franz Fischer    | 1947      | Denkmal für Emil Huber-Stockar (1865–1939) dem "Vorkämpfer und Schöpfer des elektrischen Betriebes der Schweizer Bahnen". Eingeweiht am 5. Juli 1947. Südlich des Bahnhofgebäudes, zuvor seewärts Grösse: 410 cm |
|                            | Datei hochladen | Vorlage:WLPA-CH-Zeile name= ist Pflichtparameter [ 5 ] |                         | Beton                                |  |         | Bahnhof Flüelen       | Bahnhofstrasse ·   | Arnold&Co        | 2006      | Sportwagen, Modell im Massstab 1:1 eines Wiesmann Roadster MF3. Entstand für die Gewerbeausstellung des Kantons Uri. Danach von der Gemeinde übernommen Grösse: 4 m                                              |
| thehOrn                    | Datei hochladen | thehOrn                                                |                         | Installation                         |  |         | Bahnhof Flüelen       | Bahnhofstrasse 1 · | Antoine Zgraggen | 2015      | Installation zur 750-Jahr-Feier der Gemeinde. Abbau im Januar 2024 geplant Grösse: 12 m × 5,5 m × 6,5 m |